# مرکز پزشکی جنوب تگزاس
مرکز پزشکی جنوب تگزاس (به انگلیسی: South Texas Medical Center) یک مرکز درمانی/تحقیقاتی بزرگ در جنوب ایالت تگزاس و در شهر سن آنتونیو واقع است.
این مرکز حاوی دوازده بیمارستان است، از جمله:
- سامانه درمانی کریستوس سانتا روزا
- یونیورسیتی هلت سیستم
- سامانه بهداشت و درمان متودیست

این مرکز همچنین میزبان پنج دانشگاه است:
- مرکز علوم درمانی دانشگاه تکزاس در سن‌آنتونیو
- دانشگاه اینکارنت ورد
- دانشگاه تگزاس در سن آنتونیو
- مدرسه مشاغل درمانی بپتیست (به انگلیسی: Baptist School of Health Professions)
- دانشکده داروسازی دانشگاه تگزاس در آستین

علاوه بر این نیز چهل و پنج مؤسسه تحقیقاتی پزشکی (همانند مرکز استارت) در این مرکز مستقر می‌باشند، و تمام این نهادها در مجموع با بودجه‌ای معادل ۳٫۴ میلیارد دلار (آمار سال ۲۰۱۰) فعالیت می‌کنند.

## نگارخانه

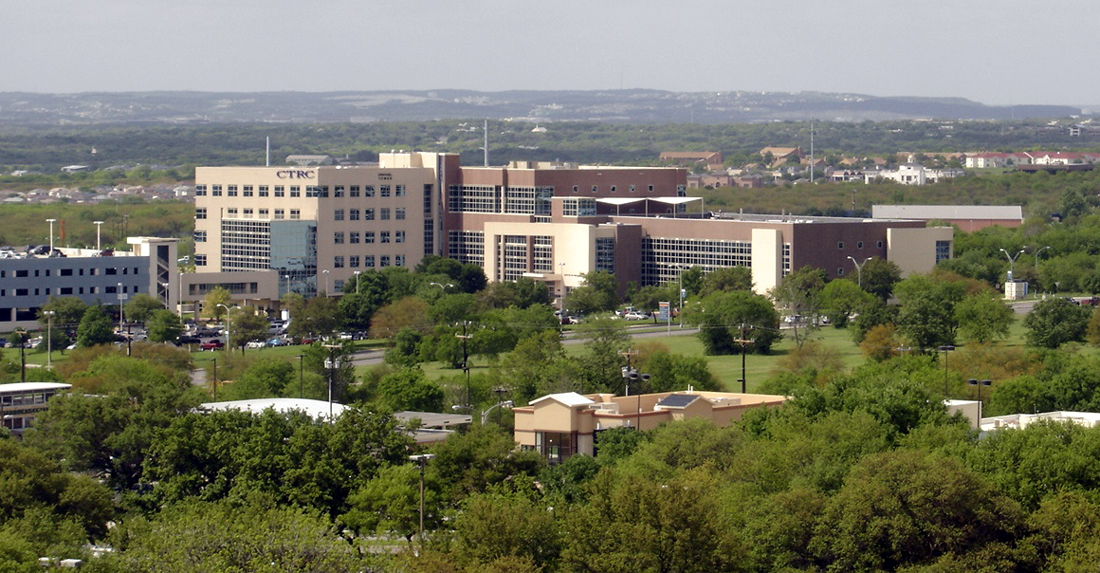
مرکز تحقیقات و درمان سرطان (دانشگاه تگزاس).
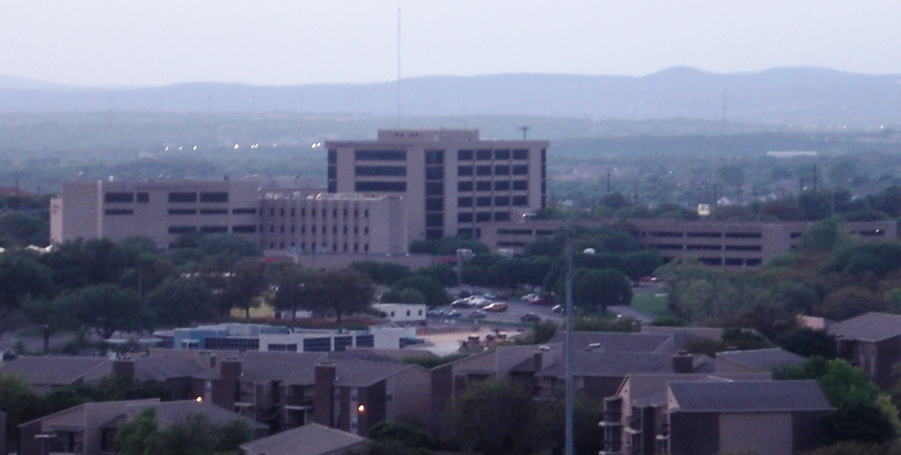
سامانه درمانی کریستوس سانتا روزا
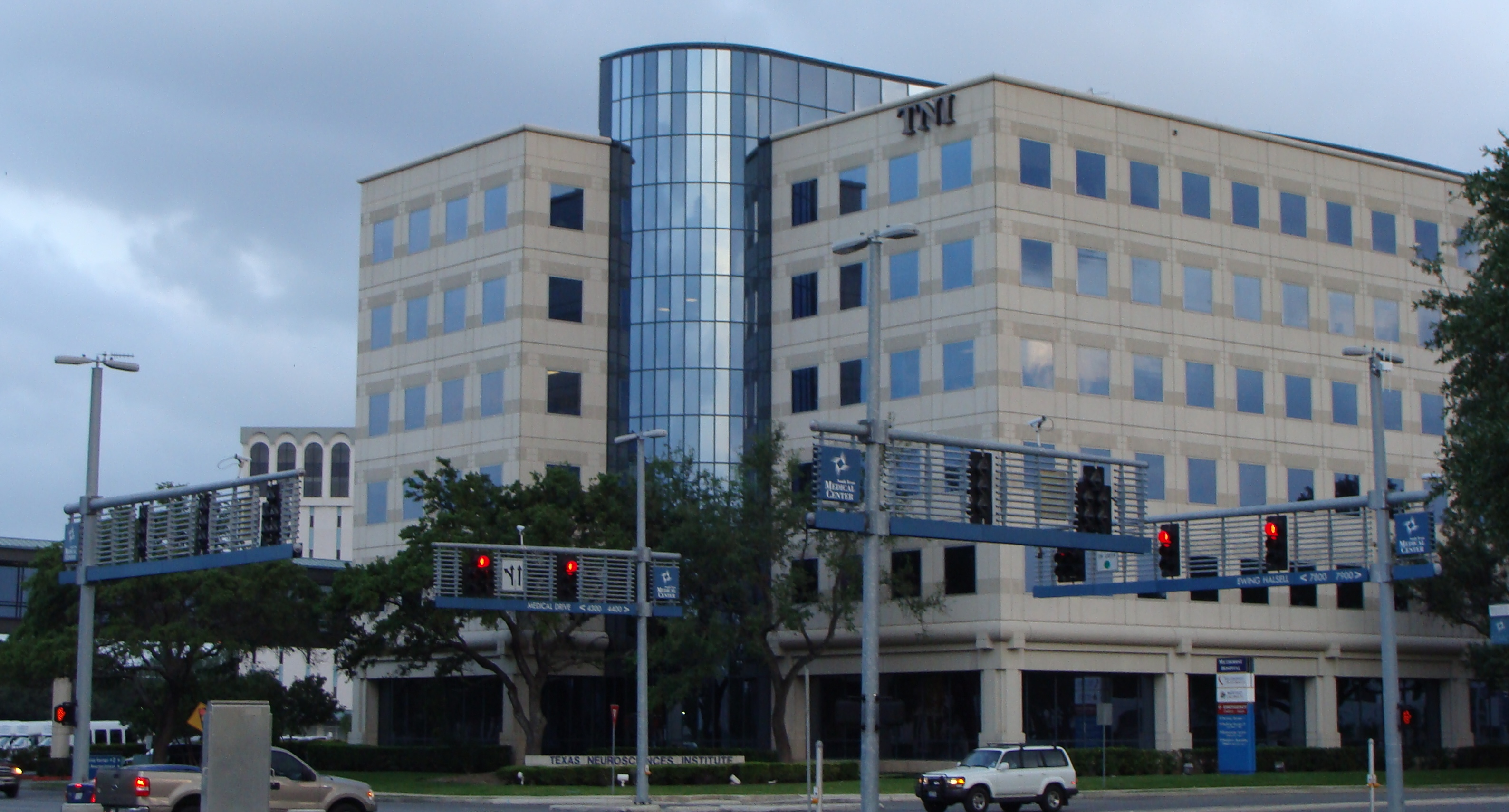